# Krishna Deva Raya
Krishnadevarâya Tuluva était un roi hindou de la dynastie des Tuluva (en) (1505 – 1565). Il dirige pendant vingt ans (1509 – 1529) le royaume de Vijayanâgara qui connait sous son règne sa plus grande extension et un épanouissement économique et culturel exceptionnel.
Krishna Deva Râya — parfois appelé Krishnarâo — le frère de Viranarasimha (en), monte sur le trône le 8 août 1509. On le considère comme le plus grand roi Vijayanâgara. En 1512, il s'empare de la forteresse de Raichûr au Bîjâpur. Le râja de l'Orissa Prataparudra (1497 – 1540) entre en conflit avec le Vijayanâgara en attaquant Kânchî. À la suite d'une guerre de cinq années, Krishnadevarâya regagne les terres prises par l'Orissa, mais rend tous les territoires qu'il avait conquis au nord du fleuve Krishna lors de la paix de 1518 et de son mariage avec une princesse orissaise. Durant ce conflit, le Bijâpur récupère sa forteresse de Raichûr, mais Krishnadevarâya la reprend en 1520. Il contrôle alors les vallées de la Krishnâ et de la Godavari.
Krishnadevarâya est connu pour le soin qu'il exige envers les blessés après les batailles, pour ses réductions de taxes et pour les défrichements qu'il fait effectuer pour augmenter la superficie des terres cultivables. Il autorise les Portugais à commercer avec son royaume, obtenant ainsi un approvisionnement en chevaux. Il protège les érudits et crée les conditions d'un épanouissement de la littérature télougoue. On lui doit la rédaction de l'Amuktamalyada (en), un manuel à l'usage des princes, composé en télougou.
Les conquêtes de Krishna Deva Raya s’accompagnent d’un développement de l’administration. L’empereur détient un pouvoir absolu. Il est conseillé par le purohita et assisté d’un Premier ministre entouré de hauts fonctionnaires aux charges héréditaires. Les provinces sont gouvernées par des nayaks, généralement issus de la famille impériale. Chaque province est divisée en unités administratives gouvernées par des rajahs qui règnent selon les traditions locales. Ils sont cependant soumis à des contraintes strictes : ils ne peuvent pas construire de forteresses sans l’autorisation de l’empereur, sont tenus d’assister aux fêtes somptueuses que donne l’empereur, et deux cents parmi eux résident en permanence à la capitale où ils constituent la cour. Tout manquement à l’ordre public est puni par des châtiments implacables : mutilations, empalements, pendaison par crochet sous la mâchoire.